# Antwerp Challenger 2001
L'Antwerp Challenger 2001 è stato un torneo di tennis facente parte della categoria ATP Challenger Series nell'ambito dell'ATP Challenger Series 2001. Il torneo si è giocato ad Anversa in Belgio dal 14 al 20 maggio 2001 su campi in terra rossa.

## Vincitori

### Singolare
Dick Norman ha battuto in finale  Peter Wessels che si è ritirato sul punteggio di 5-3

### Doppio
Juan Giner /  Jerry Turek hanno battuto in finale  Edwin Kempes /  Dennis van Scheppingen 6(4)–7, 7–6(2), 6-3